# Большая тропа
«Большая тропа» (англ. The Big Trail) — художественный фильм Рауля Уолша в жанре вестерн. Премьера состоялась 24 октября 1930 года. В 2006 году лента была включена в Национальный реестр фильмов Библиотеки Конгресса США.
Слоган — «Самый важный фильм, который когда-либо был снят» (англ. The Most Important Picture Ever Produced).

## Сюжет
Следопыт и охотник Брек Коулман подозревает Реда Флэка и его подручного Лопеса в убийстве своего старого друга. Желая разобраться и отомстить, он соглашается отвести караван пионеров под началом Флэка от реки Миссисипи в Орегон. К каравану присоединилась дочь полковника Рут Кэмерон вместе с младшим братом «Дэйви» и маленькой сестрой.
По пути на Запад переселенцам предстоит преодолеть пустыню, горы, полноводные реки, отбивать нападения индейцев. Во время похода между Бреком и Рут вспыхивает взаимное чувство, перерастающее в любовь. Несмотря на все трудности, Коулмен доводит караван до места назначения и расправляется с убийцами друга.

## В ролях
- Джон Уэйн — Брек Коулман[1] (гонорар $ 75 в неделю)
- Маргарит Черчилль — Рут Камерон
- Талли Маршалл  — Зик, друг Коулмана
- Тайрон Пауэр-старший — Ред Флэк, начальник каравана
- Чарльз Стивенс — Лопес, подручный Флэка
- Дэвид Роллинз — Дэйв «Дэйви» Камерон
- Хелен Пэрриш — сестра Рут Камерон, в титрах не указана
- Эль Брендел — Гас, комический швед
- Луиз Карвер — свекровь Гаса
- Ян Кейт — Бил Торп
- Фредерик Бертон — Па Баском
- Уорд Бонд — Сид Баском, в титрах не указан
- Иэн Кит — Билл Торп, игрок из Луизианы
- Альфонс Этье — маршал, в титрах не указан
- Марсия Харрис — миссис Риггс, в титрах не указана
- Марджори Лит — Милдред Риггс, в титрах не указана
- Джек Паджан — пионер, в титрах не указан
- Мэрлин Харрис — девочка-пионер, в титрах не указана
- Роберт Пэрриш — мальчик-пионер, в титрах не указан
- ДеВитт Дженнингс — речной капитан Холлистер, в титрах не указан
- Уильям В. Монг — владелец торгового поста Уэллмор, в титрах не указан
- Додо Ньютон — Эбигейл Вэнс, в титрах не указана
- Джек Пибади — Билл Гиллис, в титрах не указан
- Русс Пауэлл — Уинди Билл, в титрах не указан
- Фрэнк Рейнбот — человек из Огайо, в титрах не указан
- Сёстры из Миссури: Гертруда и Люсиль Ван Лент, в титрах не указаны
- Индейцы: Чиф Джон «Большое дерево», Нино Кочис, Коуди «Железные глаза», в титрах не указаны
- Ковбои: Дон Коулмэн и Пит Моррисон, в титрах не указаны

Также в фильме снимались Эмсли Эмерсон, Дэнни Мак Грант, Мэрион Лессинг, Апачи Билл Руссел и Энди Шафорд, в титрах не указаны

## Иноязычные версии
Обычной практикой эры раннего звукового кино было снимать по крайней мере одну иноязычную версию фильма для проката в других странах. В 1931 году было снято четыре версии «Большой тропы»:
- французская: фр. La Piste des géants, режиссёр Пьер Кудер, в главной роли Гастон Гласс
- немецкая: нем. Die Große Fahrt, режиссёры Льюис Сейлер и Рауль Уолш, в главной роли Тео Шалл
- итальянская: итал. Il grande sentiero, в главной роли Франко Корсаро
- испанская: исп. La Gran jornada, режиссёры Дэвид Хоуард, Сэмюэль Шнайдер, Рауль Уолш, в главной роли Джордж Льюис